# الملعب الأولمبي الضخم
الملعب الأولمبي الضخم (Estádio Olímpico Monumental) والمعروف أيضًا باسم ملعب بورتو أليغري الأولمبي (Estádio Olímpico de Porto Alegre) والملعب الأولمبي (Estádio Olímpico) ، ملعب كرة قدم في مدينة بورتو أليغري بولاية ريو غراندي دو سول بالبرازيل. الملعب مملوك لنادي غريميو بورتو أليغرينزي. تم افتتاح الملعب في 19 سبتمبر 1954، وكان الملعب الرئيسي لنادي غريميو قبل أن ينتقل الفريق إلى ملعب غريميو في ديسمبر 2012.

## تاريخ
تم افتتاح الملعب في 19 سبتمبر 1954، بسعة قصوى تصل إلى 38 ألف متفرج. في عام 1980 تم توسيع الملعب وزادت طاقته الاستيعابية إلى 85 ألف متفرج. في عام 1990، بسبب التغييرات، انخفضت السعة إلى 51,081 متفرج.
أقيمت المباراة الافتتاحية في 19 سبتمبر 1954، عندما فاز غريميو على ناسيونال الأوروغواي 2-0.
سُجل الحضور الأكبر في الملعب بـ 85,721 متفرج في 26 أبريل 1981، عندما تغلب نادي بونتي بريتا على غريميو 1-0.
فاز غريميو بنسخة 1983 من كأس ليبرتادوريس بعد فوزه على بينارول الأوروغواني في إياب النهائي في الملعب الأولمبي الضخم في 29 يوليو 1983.
انتقل غريميو من الملعب الأولمبي الضخم إلى ملعب غريميو الجديد في 8 ديسمبر 2012.

## الحفلات الموسيقية
اُستخدم الملعب أيضًا لإقامة الحفلات والعروض الموسيقية الكبيرة. كانت الحفلة الموسيقية الأولى في تاريخ الملعب للمغني الإنجليزي ستينغ. ضمّ الحفل 60 ألف من الحضور، وكان أحد أكبر العروض لمدينة بورتو أليغري. قدم المغني إريك كلابتون حفلاً كبيرًا في 2002، كما قدم روجر ووتر وفرقة Rush حفلاً في الملعب، استضاف الملعب حفل ليني كرافيتز في 2005، وقامت المغنية الأمريكية مادونا بأداء عرض غنائي أمام 43.000 متفرج في الملعب في 9 ديسمبر 2012، كجزء من جولة MDNA. كانت هذه الحفلة الأخيرة في الملعب.